# Periferni papuan tip jezici
Periferni papuan tip jezici, austronezijski jezici, jedna od dviju glavnih grana skupine papuan tip jezika, koji se govore u Papua Nova Gvineja|Papui Novoj Gvineji. Obuhvaća 20 jezika unutar dvije uže skupine, centralnopapuansku i kilivila-louisiades sa (6) jezika. Predstavnici su:
a) centralnopapuanska:  
a1. oumijski jezici; Oumic (4)
a. magorijski; Magoric (3): bina [bmn], magori [zgr], yoba [yob]
ouma [oum]
a2. Sinagoro-Keapara (4): hula [hul], keapara [khz], motu [meu], Sinaugoro [snc]
a3. zapadna Centralnopapuanska (6)
a: Gabadi (1): abadi [kbt]
b. jezgrovni/Nuclear (5): kuni [kse], lala [nrz], mekeo [mek], toura [don], waima [rro]
b.  Kilivila-Louisiades (6)
b1. Kilivila (3): budibud [btp], kiliwila [kij], muyuw [myw]
b2. Misima (1): misima-paneati [mpx]
b3. nimoa-sudest (2): nimoa [nmw], sudeat [tgo].

## Vanjske poveznice
- Ethnologue (14th)
- Ethnologue (15th)